# Acura TL
Acura TL este un model de automobil din clasa berlină produs de compania Acura, divizia de lux a constructorului japonez Honda.